# Idia

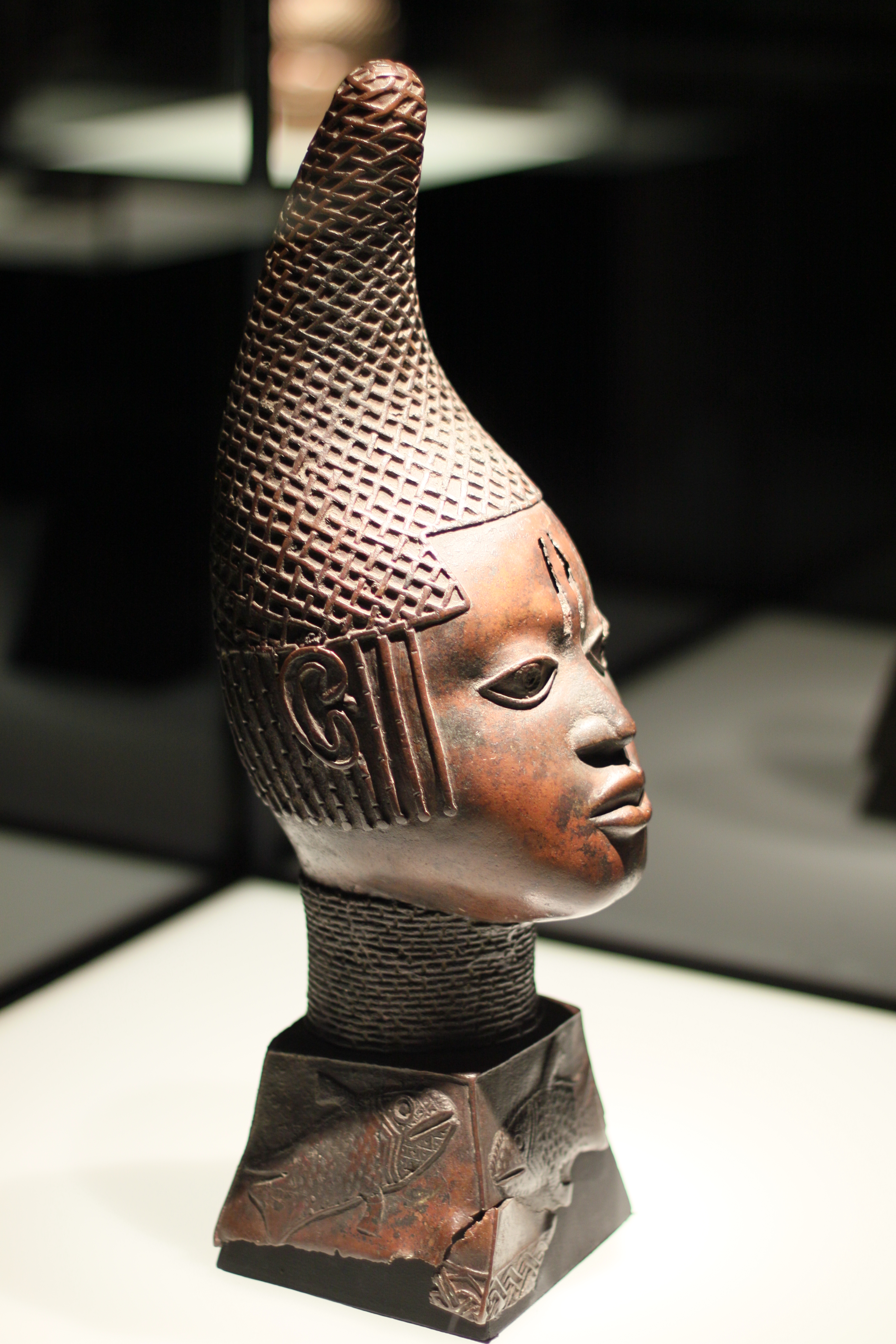
Cabeza de bronce de la reina Idia, uno de las cuatro conservadas del (Museo etnológico de Berlín).

La reina Idia fue la madre de Esigie, el Oba de Benín que gobernó de 1504 a 1550. Jugó una función muy significativa en el ascenso y reinado de su hijo, siendo descrita como una gran guerrera que luchó sin descanso antes y durante el reinado de su hijo como el oba (rey) del pueblo Edo. La reina Idia fue fundamental para asegurar el título de oba para Esigie tras la muerte de su padre el Oba Ozolua. A tal fin, levantó un ejército para luchar contra su hermano Arhuaran, que fue posteriormente derrotado en batalla. Esigie se convirtió así en el XVII Oba de Benín.
Esigie instituyó el título de iyoba (reina madre) y lo confirió a su madre, junto con el Eguae-Iyoba (Palacio de la Reina Madre).

## Victoria sobre los Igala
Posteriormente, el pueblo vecino de los Igala enviaron guerreros a través del río Benue para arrebatar el control de los territorios del norte de Benín. Esigie conquistó a los Igala, restableciendo la unidad y fuerza militar del reino. Su madre Idia recibió mucho del crédito por estas victorias como su consejera política, junto con sus poderes mágicos y conocimiento medicinal, fueron vistos como elementos críticos del éxito de Esigie en el campo de batalla.

## Representaciones

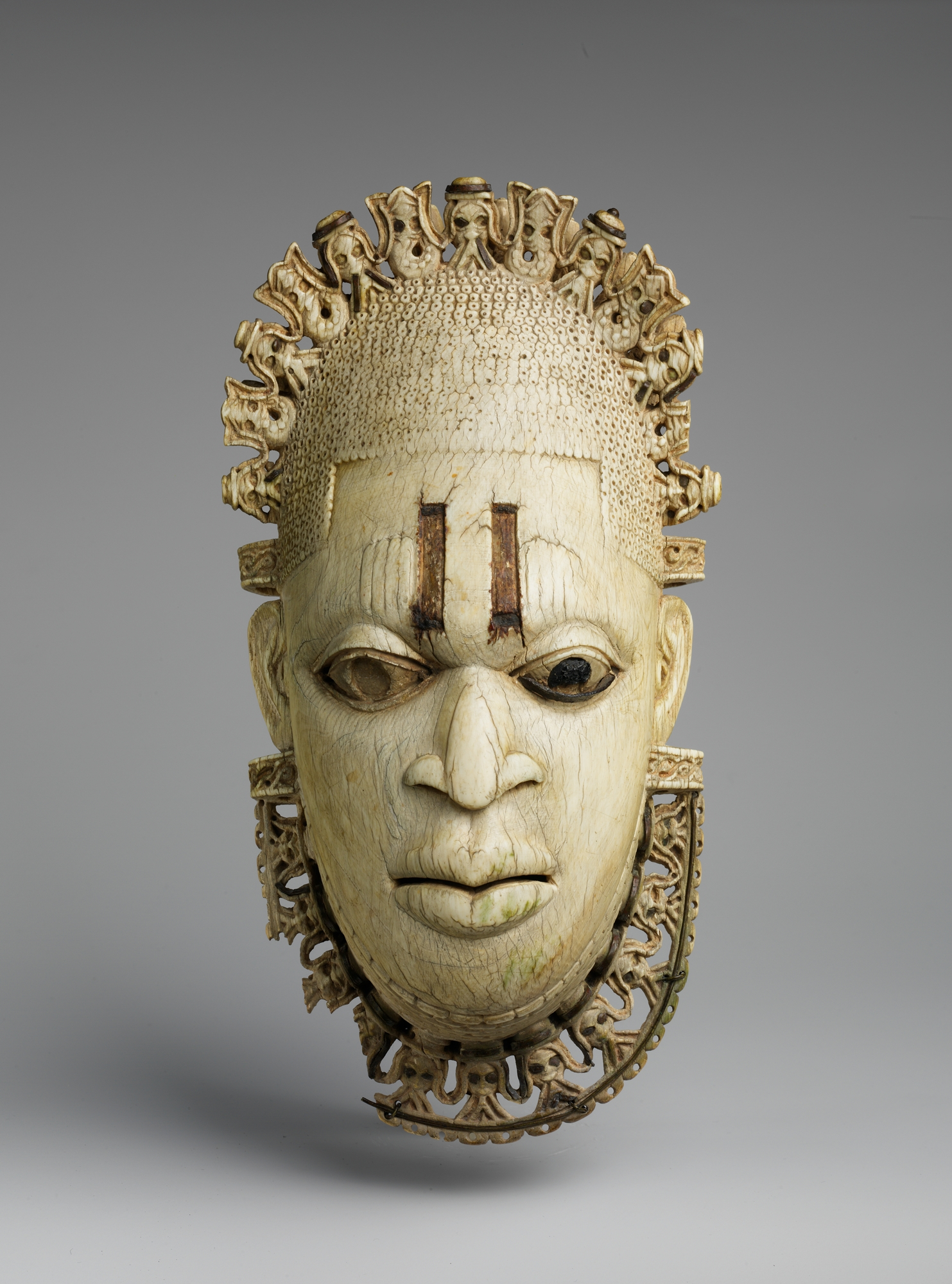
Máscara de marfil de Benín que representa a Idia, corte de Benín, siglo XVI (Museo Metropolitano de Arte, Nueva York).
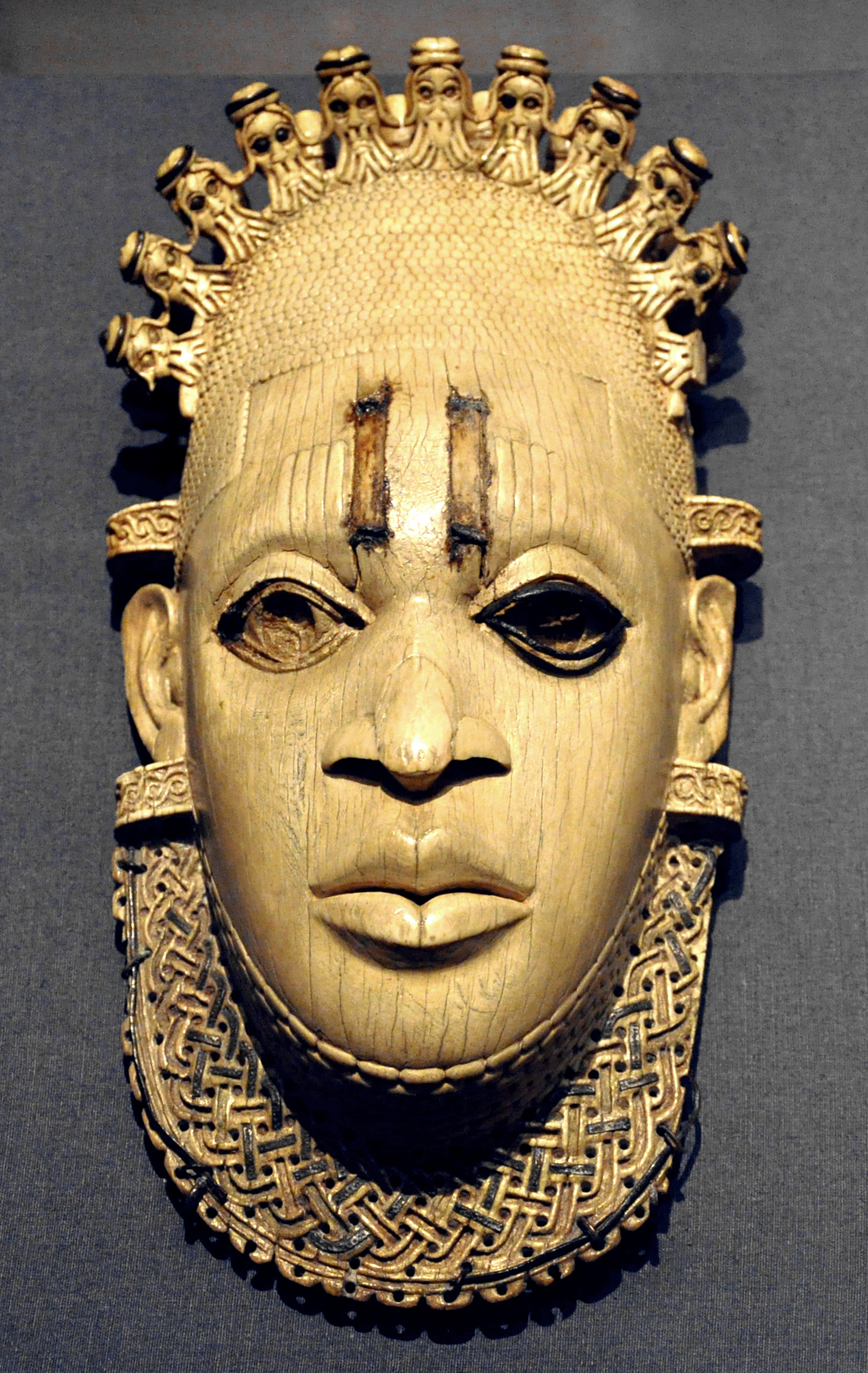
Máscara que representa a Idia, corte de Benín, siglo XVI (Museo Británico, Londres).
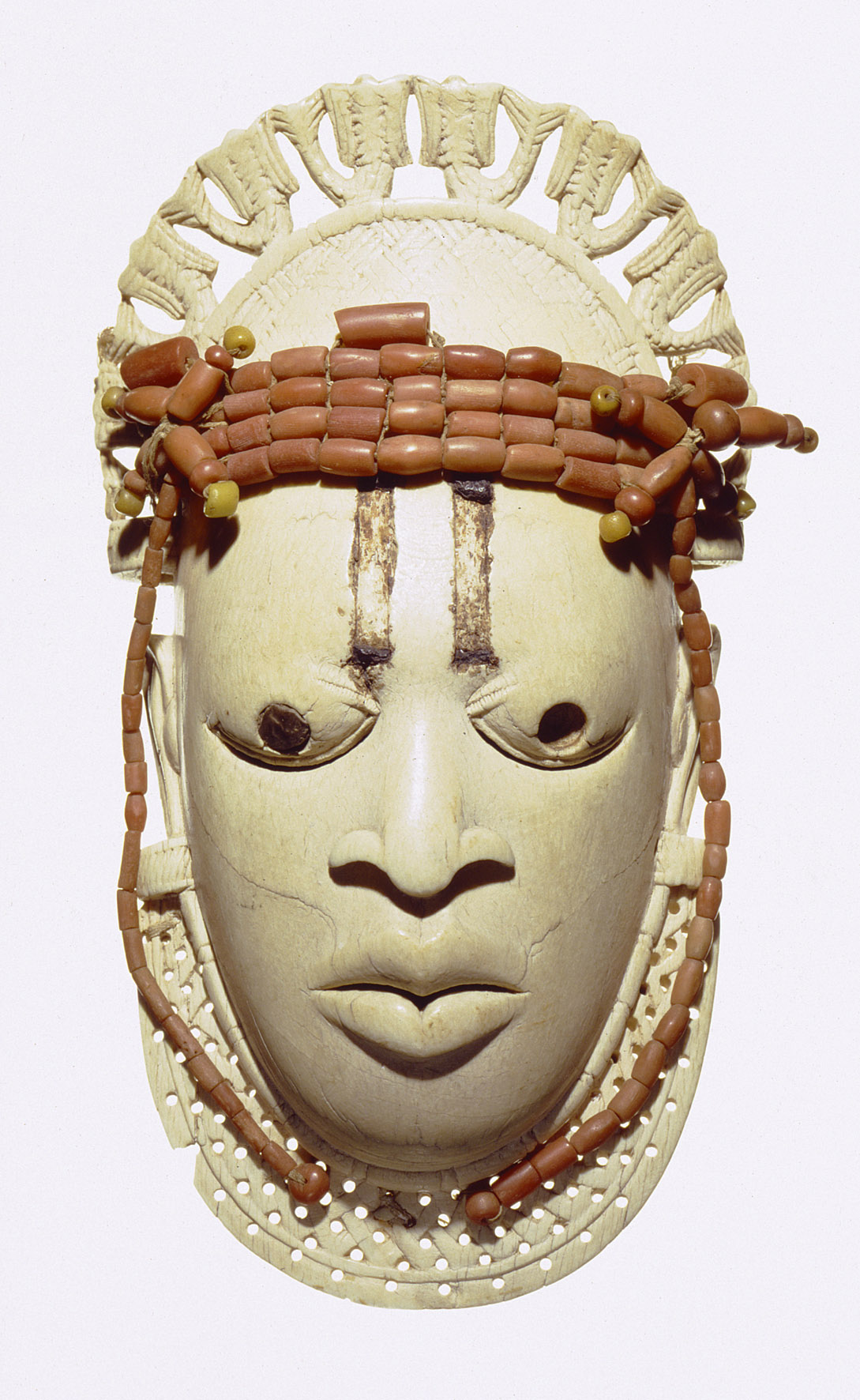
Máscara de marfil de Benín, con cuentas de coral, representando a Idia, corte de Benín, siglo XVI (Museo Linden, Stuttgart).